# Gargara fumipennis
Gargara fumipennis är en insektsart som beskrevs av Kato 1930. Gargara fumipennis ingår i släktet Gargara och familjen hornstritar. Inga underarter finns listade i Catalogue of Life.